# 연애세포
연애세포는 웹툰작가 김명현이 네이버에서 매주 수요일 연재하는 웹툰이다.

## 등장인물
마대충
이 웹툰 주인공으로 솔로 9년차이다. 네비를 만나고 가수 서린과 연애하기 위해 노력한다.
나비
마대충이 키우는 고양이. 연예세포를 먹어버리고 만다.
마대충의 연예세포
감정표현, 사랑고백등을 하는 연예세포중 하나로 마대충의 것이다.
네비
나비가 연예세포를 먹어서 흡수되었기 때문에 말을 할 수 있고 여러 가지 마법 등을 부릴줄 안다. 네비라는 이름은 마대충이 나비라고 부르려다 혀가 꼬여 네비라고 부른 것을 사랑의 네비게이션이라는 뜻이라고 해명했다. 마대충이 언제나 반대로 하는 네비때문에 속을 썩인다.
서린
최고의 여성이라고 모두가 인정하며 가수다. 마대충의 존재를 알고 마대충과 많은 시간을 가지기 위해 노력하나 현재 천지운의 반지에 세뇌 된 상태인것 같다.
서린의 매니저
서린의 매니저로 돈을 많이 밝히는 것 같다. 초반에는 마대충을 싫어하나 최근은 살짝 아닌 듯 한다.
천지운
남자처럼 보이지만 사실은 여자다. 아버지의 반지로부터 들은 얘기를 듣고 여자들의 인생을 망가뜨리려 한다. 최종적으로 서린을 노리고 있다.
서린의 극성 삼촌부대
서린을 좋아하는 삼촌 팬들로 구성되었으며 천지운에 의한 서린의 은퇴를 막으려 한다.